# Sextus Cornelius Dexter

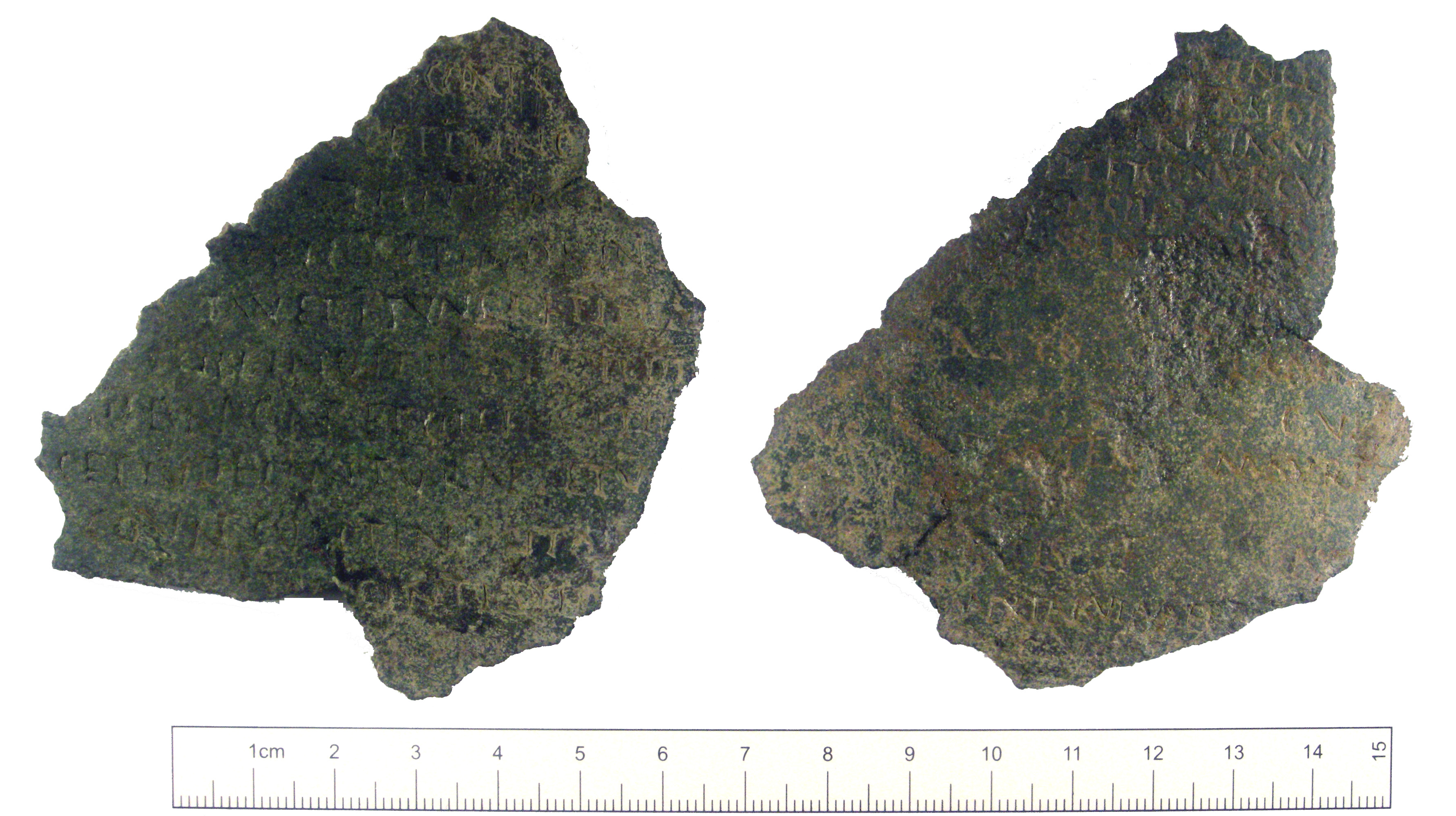
Eines der Fragmente des Militärdiploms vom 17. Juli 122 n. Chr.

Sextus Cornelius Dexter (vollständige Namensform Sextus Cornelius Sexti filius Arnensis Dexter) war ein im 2. Jahrhundert n. Chr. lebender Angehöriger des römischen Ritterstandes (Eques). Durch eine Inschrift sind einzelne Stationen seiner Laufbahn bekannt, die er in der ersten Hälfte des 2. Jahrhunderts absolvierte. Seine Laufbahn ist in der Inschrift als cursus inversus, d. h. in absteigender Reihenfolge wiedergegeben.
Dexter war zunächst Praefectus fabrum. Danach folgte seine militärische Laufbahn, die aus den für einen Angehörigen des Ritterstandes üblichen Tres militiae bestand. Er übernahm zunächst als Praefectus die Leitung der Cohors V Raetorum, die in der Provinz Britannia stationiert war; er ist als Kommandeur dieser Einheit auch durch ein Militärdiplom belegt, das auf den 17. Juli 122 datiert ist. Danach wurde er Tribun in der Legio VIII Augusta, die ihr Hauptlager in Argentoratum hatte. Die dritte Stufe bildete das Kommando über die Ala I Augusta Gemina Colonorum, die in der Provinz Cappadocia stationiert war.
Als Abschluss seiner militärischen Laufbahn übernahm er die Leitung der in der Provinz Syria stationierten Flotte (Classis Syriaca); er dürfte die dortige Flotte zwischen 132 und 136 geleitet haben. Für seine Leistungen während des Bar-Kochba-Aufstands erhielt er folgende Auszeichnungen (Dona Militaria): eine Hasta pura und ein Vexillum (donis militaribus donato a divo Hadriano ob bellum Iudaicum hasta pura et vexillo).
Danach übte Dexter zivile Posten in der Verwaltung aus. Er war zunächst procurator Neaspoleos et Mausolei; in dieser Funktion war er u. a. für die Getreidespeicher im Hafen und das Mausoleum von Alexander dem Großen verantwortlich. Als Nächstes wurde er iuridicus Alexandreae; dieser Posten war mit einem Jahreseinkommen von 200.000 Sesterzen verbunden. Er ist als iuridicus Alexandreae noch durch eine weitere Inschrift belegt. Im Anschluss war er Procurator in der Provinz Asia. Durch eine dritte Inschrift ist belegt, dass er danach Procurator für die Provinzen Gallia Belgica sowie Germania inferior und superior war.
Dexter war in der Tribus Arnensis eingeschrieben. Er stammte aus Saldae in der Provinz Mauretania Caesariensis, wo auch die Inschrift für ihn errichtet wurde. Bei den in einer weiteren Inschrift aus Saldae aufgeführten Sextus Cornelius Luci filius Arnensis Dexter Maximus und Sextus Cornelius Sexti filius Arnensis Dexter Petronianus dürfte es sich um Nachkommen des Cornelius Dexter handeln.